# Poeltidea perusta
Poeltidea perusta är en lavart som först beskrevs av William Nylander och fick sitt nu gällande namn av Hertel och Joseph Hafellner 1984. 
Poeltidea perusta ingår i släktet Poeltidea och familjen Porpidiaceae.   Inga underarter finns listade i Catalogue of Life.